# 16-os busz (Kecskemét)
Alap Tudnivalók:
A kecskeméti 480-as jelzésű autóbusz a Széchenyi tér és a Miklovicsfalu között – a Bethlenváros Vacsi közi részén keresztül – közlekedik. A viszonylatot a Kecskeméti Közlekedési Központ megrendelésére az Inter Tan-Ker Zrt. üzemelteti. Ez Kecskemét legrövidebb viszonylata, ha a két végállomás közötti távolságot és a menetidőt nézzük.

## Története
Miklovicsfalu végállomással már az 1967-es menetrend is tartalmazott egy buszjáratot, a 14-es számút. A járat kihasználtsága a városrész népességének növekedésével egyre javult, többszöri útvonalmódosítás és átszervezés után végül a ma is használatos 480-as viszonylatszámot kapta.

## Útvonala
| Miklovicsfalu felé | Széchenyi tér felé |
| --- | --- |
| Széchenyi tér vá. – Kápolna utca – Széchenyi körút – Bethlen körút – Vacsi köz – Nagy Lajos király körút – Miklovicsfalu vá. | Miklovicsfalu vá. – Nagy Lajos király körút – Vacsi köz – Bethlen körút – Jókai utca – Hornyik János körút – Széchenyi tér vá. |

## Megállóhelyei
Az átszállási kapcsolatok között az azonos útvonalon közlekedő 169-es és 916-os buszok nincsenek feltüntetve.
| 0 | Széchenyi tér végállomás | 9 | 2, 2A, 2D, 2S, 3, 4, 4A, 4C, 5, 6, 7, 7C, 9, 10, 11, 11A, 12, 13, 13D, 13K, 14, 18, 20, 20H, 23, 23A, 28, 29, 34A |
| 2 | Szövetség tér            | ∫ | 14D, 21, 22 |
| ∫ | Piaristák tere           | 7 | 1, 2D, 2S, 7, 7C, 9, 11, 11A, 15, 19, 32 Helyközi buszok                                                          |
| 4 | Budai kapu               | 5 | 21, 22, 32 Helyközi buszok                                                                                        |
| 6 | Lajtha utca              | 3 | |
| 7 | Gázló utca               | 2 | |
| 8 | Nagy Lajos király körút  | 1 | |
| 9 | Miklovicsfalu végállomás | 0 | |